# Lac Poulter
Pour les articles homonymes, voir Poulter.
Le lac Poulter est un plan d'eau douce du canton Sbarretti, dans le territoire non organisé du Lac-Pythonga, dans la municipalité régionale de comté (MRC) La Vallée-de-la-Gatineau, dans la région administrative de Outaouais, dans la province de Québec, au Canada.
Le lac Poulter est situé dans la partie centre-sud de la réserve faunique La Vérendrye à une altitude de 369 m.
Le lac Poulter est entièrement en zone forestière. La foresterie constitue la principale activité économique du secteur ; les activités récréotouristiques arrivent en second. Sa surface est généralement gelée du début de décembre à la fin avril.

## Géographie
Les principaux bassins versants voisins du lac Poulter sont :
- côté Nord : rivière des Rapides, réservoir Cabonga ;
- côté Est : lac Jean-Peré, Rivière à la Carpe (rivière Gens de Terre), rivière des Seize ;
- côté Sud : ruisseau Antostagan, rivière de la Corneille (rivière Coulonge) ;
- côté Ouest : lac Byrd, rivière des Rapides, rivière Coulonge, rivière Camitogama, rivière Camatose.

Ce lac qui est traversé vers le Nord-Est par la rivière des Rapides est situé au :
- Sud-Est de la ligne de partage des eaux avec le bassin versant de la partie supérieure de la rivière Coulonge qui coule vers le Sud-Ouest, jusqu’à la rivière des Outaouais ;
- Nord-Ouest de la ligne de partage des eaux avec le versant de la rivière de la Corneille (rivière Coulonge) qui coule généralement vers le Sud-Est, jusqu’à la rivière Coulonge.

Le lac Poulter a une nature difforme épousant la forme d’un chien à la course vers l’Ouest. Ce lac comporte de nombreuses baies, presqu’îles et 21 îles. Ce lac reçoit les eaux des affluents suivants (sens horaire) : décharge du lac Uvule, décharge du lac Talle, décharge du lac Edna, décharge des lacs Bamières et de la Voie, décharge des lacs Ambialet et Bonnu, décharge du lac Facies, décharge du lac Cala, décharge d’un ensemble de lacs dont Durianne, de la Rocaille Buissière et Mallard, décharge des lacs du Lagan et Gabie, décharge d’une ensemble de lacs dont Nacelle, Pagode Obus Arfons et Funin, décharge du lac Arcelot, décharge du lac Bergom, décharge du lac Herbigny et décharge du lac Éton.
L’embouchure du lac Poulter est situé à 8,4 km au Sud-Ouest de la confluence de la rivière des Rapides avec le réservoir Cabonga, à 60,0 km à l’Ouest de la confluence de la Rivière Gens de Terre avec la rive Est du réservoir Baskatong, 112,6 km au Nord-Ouest du centre-ville de Mont-Laurier, à 100,4 km au Nord-Ouest du centre-ville de Maniwaki, à 136,5 km au Sud-Est du centre-ville de Val d’Or, à 7,1 km au Sud-Ouest de la route 117.
Le lac Poulter se déverse par le Nord-Est dans la rivière des Rapides ; cette dernière coule vers le Nord-Est en traversant le lac Jean-Peré ; puis va se déverser au fond d’une baie sur la rive Sud du réservoir Cabonga.

## Toponymie
Le terme « Poulter » constitue un patronyme de famille d’origine anglaise.
Le toponyme "lac Poulter" a été officialisé le 5 décembre 1968 par la Commission de toponymie du Québec lors de sa création.